# Госпођица Американа
Госпођица Американа (енгл. Miss Americana) је документарни филм из 2020. године који је режирала Лана Вилсон, а који прати познату америчку певачицу и кантауторку Тејлор Свифт и њен живот током неколико година каријере. Документарац је први пут представљен на филмском фестивалу Санденс 23. јануара 2020. Netflix је филм описао као "искрен и емоционални поглед на живот једне од најзначајних уметница нашег времена".

## Радња
Документарни филм Госпођица Американа прати Тејлор Свифт током њене прелазне фазе у каријери, док завршава турнеју презентујући свој албум Reputation 2018. и започиње стварање албума Lover 2019. Неколико година свог живота приказује биографским компилацијама интервјуа, флешбекова, студијских снимака, кућних видео записа, видео снимака са мобилнок телефона као и снимака са концерата. Документарац се фокусира на осетљиве теме које је Тејлор често избегавала у интервјуима као што су њена прошла битка са телесном дисморфијом и поремећајем у исхрани, дијагноза рака Тејлорине мајке, токсична интернет култура и надзор медија с којима се суочава, сексуални напад и суђење, одлука да изађе у јавност са својим политичким ставовима, укључујући и подршку за права LGBTIQ+ заједнице.

## Улоге
- Тејлор Свифт
- Андреа Свифт, мајка
- Скот Свифт, отац
- Абигејл Андерсон Лусиер, пријатељица
- Три Пејн, новинарка
- Роберт Ален, менаџер
- Џо Алвин, глумац и дечко
- Џек Антоноф, музички продуцент
- Џоел Литл, музички продуцент
- Макс Мартин, музички продуцент
- Дејв Мејерс, директор музичког видеа
- Брендон Јури, музичар
- Тодрик Хал, музичар
- Пол Сидоти, гитариста
- Камила Маршал, певачица
- Мелани Њема, певачица

Поред њих, у архивским снимцима документарном филму се појављују и музички продуцент Калвин Харис, певачице Бијонсе, Пинк, Шакира, певачи Хари Стајлс, Лени Кравиц, бенд Дикси Чикс, Ерт Винд & Фајер, модели Карли Клос, Ким Кардашијан, репер Кање Вест, америчка сенаторка Марша Блекберн, амерички председник Доналд Трамп, глумци Тејлор Лотнер и Том Хидлстон, дрег краљице Џејд Џоли и Рилеј Кнокс, телевизијске личности Барбара Волтерс, Ден Харис, Дејвид Летермен, Ерин Робинсон, Грем Нортон и други.

## Занимљивости
У музичком видеу Тејлориног сингла The Man појављује се постер за филм под називом "Mr Americana" на коме пише да главну улогу игра "Tyler Swift", режисер је "Larry Wilson", а филм ће бити премијерно приказан на "Mandance" фестивалу 2020. године. Сви елементи са постера представљају игру речи и алудирају на овај документарац.